# KwaZulu-Natal
Il KwaZulu-Natal è una provincia del Sudafrica.
Si trova sulla costa orientale del Paese, affacciato sull'Oceano Indiano, e il suo capoluogo è Pietermaritzburg.
La provincia fu istituita nel 1994 per unificazione del territorio storico del Natal e quello di KwaZulu.
È una provincia di confine con Mozambico ed eSwatini a nordest, mentre a ovest è una delle tre province sudafricane che circondano il Lesotho; dal punto di vista interno confina invece con le province di Mpumalanga a nord, Stato libero a ovest e Capo Orientale a sud-ovest.
Per popolazione è la seconda provincia del Paese, e il suo centro più popoloso, Durban è superata solo da Johannesburg per numero d'abitanti.

## Storia
Ricalcante i confini della vecchia repubblica boera di Natalia, la provincia di KwaZulu-Natal venne istituita nel 1994, unificando il bantustan di KwaZulu (in lingua zulu terra degli zulu) e la provincia di Natal.
Il nome Natal (Natale in portoghese) fu dato alla zona da Vasco da Gama che giunse per primo sulla coste orientali del Sudafrica il 25 dicembre 1497.

## Popolazione
La provincia (in particolare il KwaZulu) è la patria storica degli zulu, il gruppo etnico più numeroso in Sudafrica. In ossequio alle tradizioni di questa etnia, la provincia ha un sistema amministrativo peculiare che riconosce una autorità locale al re degli zulu.

## Geografia e clima
Il territorio del Natal è formato da tre diverse aree geografiche:
- una pianura costiera lungo l'Oceano Indiano, la cui dimensione diminuisce da nord verso sud;
- la regione centrale chiamata altopiano del Natal, composta da una serie di terrazzamenti che digradano dal confine occidentale verso la pianura;
- due regioni montagnose, i monti dei Draghi ad occidente, che segnano anche il confine con il Lesotho e con la provincia del Free State, e la catena dei monti Lebombo a nord al confine con l'eSwatini e il Mozambico.

Il fiume più grande della regione è il Tugela che nasce sui monti dei Draghi e attraversa centralmente la regione sfociando nell'Oceano indiano a circa 80 km a nord di Durban.
Il KwaZulu-Natal è di gran lunga la più umida delle province sudafricane, e una delle zone più verdi, fertili e ricche di acqua.

## Comuni e distretti
La provincia di KwaZulu-Natal è suddivisa in 4 District Management Area (DMA) con codici KZDMA22, KZDMA23, KZDMA27, KZDMA43 e 10 distretti municipali, a loro volta suddivisi in 50 municipalità locali. Ai 10 distretti municipali, va aggiunto una municipalità metropolitana.
- Municipalità metropolitana di Ethekwini (ETH)
- Municipalità distrettuale di Amajuba (DC25)
  - Municipalità locale di Dannhauser (KZN254)
  - Municipalità locale di Newcastle (KZN252)
  - Municipalità locale di Emadlangeni (KZN253)
- Municipalità distrettuale di iLembe (DC29)
  - Municipalità locale di KwaDukuza (KZN292)
  - Municipalità locale di Ndwedwe (KZN293)
  - Municipalità locale di Maphumulo (KZN294)
  - Municipalità locale di Mandeni (KZN291)
- Municipalità distrettuale di Sisonke (DC43)
  - Municipalità locale di Ingwe (KZN431)
  - Municipalità locale di Kwa-Sani (KZN432)
  - Municipalità locale di Umzimkhulu (KZN435)
  - Municipalità locale di Greater Kokstad (KZN433)
  - Municipalità locale di Ubuhlebezwe (KZN434)
- Municipalità distrettuale di Ugu (DC21)
  - Municipalità locale di Hibiscus Coast (KZN216)
  - Municipalità locale di uMdoni (KZN212)
  - Municipalità locale di Vulamehlo (KZN211)
  - Municipalità locale di Umzumbe (KZN213)
  - Municipalità locale di uMuziwabantu (KZN214)
  - Municipalità locale di Ezinqoleni (KZN215)
- Municipalità distrettuale di Umgungundlovu (DC22)
  - Municipalità locale di Impendle (KZN224)
  - Municipalità locale di Mkhambathini (KZN226)
  - Municipalità locale di Mpofana (KZN223)
  - Municipalità locale di Msunduzi (KZN225)
  - Municipalità locale di Richmond (KZN227)
  - Municipalità locale di uMngeni (KZN222)
  - Municipalità locale di uMshwathi (KZN221)
- Municipalità distrettuale di Umkhanyakude (DC27)
  - Municipalità locale di Hlabisa (KZN274)
  - Municipalità locale di Umhlabuyalingana (KZN271)
  - Municipalità locale di Mtubatuba (KZN275)
  - Municipalità locale di Jozini (KZN272)
  - Municipalità locale di Big 5 False bay (KZN272)
- Municipalità distrettuale di Umzinyathi (DC24)
  - Municipalità locale di Endumeni (KZN241)
  - Municipalità locale di Umvoti (KZN245)
  - Municipalità locale di Nquthu (KZN242)
  - Municipalità locale di Msinga (KZN244)
- Municipalità distrettuale di Uthukela (DC23)
  - Municipalità locale di Emnambithi/Ladysmith (KZN232)
  - Municipalità locale di Okhahlamba (KZN235)
  - Municipalità locale di Imbabazane (KZN236)
  - Municipalità locale di Indaka (KZN233)
  - Municipalità locale di Umtshezi (KZN234)
- Municipalità distrettuale di uThungulu (DC28)
  - Municipalità locale di Mbonambi (KZN281)
  - Municipalità locale di Nkandla (KZN286)
  - Municipalità locale di uMhlathuze (KZN282)
  - Municipalità locale di Ntambanana (KZN283)
  - Municipalità locale di Umlalazi (KZN284)
  - Municipalità locale di Mthonjaneni (KZN285)
- Municipalità distrettuale di Zululand (DC26)
  - Municipalità locale di uPhongolo (KZN262)
  - Municipalità locale di Abaqulusi (KZN263)
  - Municipalità locale di eDumbe (KZN261)
  - Municipalità locale di Ulundi (KZN266)
  - Municipalità locale di Nongoma (KZN265)